# LIRC
LIRC ist die Abkürzung für Linux Infrared Remote Control. Es handelt sich dabei um ein Programm für Linux, mit dessen Hilfe man Befehle von IR-Fernbedienungen in Programmbefehle umsetzen kann. Nötig ist dafür lediglich ein Infrarot-Empfänger. Es gibt verschiedene Typen von unterstützten Empfängern, darunter USB-Empfänger oder solche, die an die serielle Schnittstelle angeschlossen werden. Auf der Webseite des Projekts ist eine Bauanleitung für einen seriellen Empfänger verfügbar. Außer speziellen Empfängern werden auch in TV-Karten oder Soundkarten eingebaute Empfänger unterstützt.
Um die Signale von Fernbedienungen korrekt zu decodieren, benötigt man eine Konfigurationsdatei, die auf die jeweilige Fernbedienung abgestimmt ist. Man kann diese entweder selbst erzeugen, oder eine passende Datei aus dem Internet herunterladen. Unter KDE stellt KDELirc die Verbindung zwischen LIRC und dem Desktop dar.
Das Programm bietet die Möglichkeit, mit dem lircmd-Daemon eine Maus zu simulieren.
Neben der Linux-Version von LIRC gibt es einen Port für FreeBSD. Zusätzlich existiert eine Windows-Portierung namens WinLIRC, die allerdings im Funktionsumfang etwas eingeschränkt ist.